# Guido Moricotti
Guido Moricotti  (né à  Pise, et mort v.  1150 ) est un cardinal italien du XIIe siècle. Il est un parent du cardinal  Errico Moricotti (1150).

## Biographie
Le pape Innocent  II le crée cardinal-diacre  lors du consistoire de  1140. En 1143 il est nommé cardinal-évêque de S. Lorenzo in Damaso.  Il participe à l'élection de Célestin II en 1143 et à l'élection d'Eugène III en 1145, mais ne participe pas à l'élection de 1144 (élection de Lucius III).